# Bednary przy Kolei
Bednary przy Kolei – część wsi Bednary w Polsce położona w województwie łódzkim, w powiecie łowickim, w gminie Nieborów.
W latach 1975–1998 Bednary przy Kolei administracyjnie należały do województwa skierniewickiego.